# 김도엽 (기자)
김도엽(1969년 ~ )은 대한민국 KBS 소속 기자이다.

## 학력
- 1976년 ~ 1982년 : 신광초등학교
- 1982년 ~ 1985년 : 서울선린중학교
- 1985년 ~ 1988년 : 서울고등학교
- 1989년 ~ 1993년 : 서울대학교 화학과

## 경력
- 1997년 1월~: KBS 24기 공채 기자
- KBS 사회부
- KBS 국제부
- 2005년: KBS 정치외교부
- 2009년 10월 ~ 2010년 12월: KBS 보도국 경제부 산업팀
- 2011년 1월 ~ 2012년 7월: 노스캐롤라이나 주립대학교 언론대학원 객원 연구원
- 2012년 7월 ~ 2013년 4월: KBS 보도본부 보도전략팀
- 2013년: 주말 KBS 뉴스 9 앵커
- 2015년: 사회부 사건팀장
- 2016년: 중국 선양 특파원
- 2017년: 중국 상하이 특파원
- 2021년 9월 ~ 2022년 2월: KBS 보도본부 뉴스제작3부장
- 2022년 ~ 2023년: KBS 해설위원
- 2023년 ~ 2024년 12월 : KBS 전략기획실 전략기획국장
- 2024년 12월 ~ : KBS 전략기획실 미디어연구소장

## 진행

### 텔레비전
- 2013년 : KBS1 《KBS 뉴스 9》주말